# Universe Explorer
Die Universe Explorer war ein Kreuzfahrtschiff, das von 1996 bis 2004 durch die Organisation Semester at Sea unter der Leitung der University of Virginia für Bildungsreisen im Einsatz stand. Fertiggestellt wurde das Schiff im Jahr 1958 als Brasil für die Reederei Moore-McCormack. In seiner 46 Jahre andauernden Dienstzeit wechselte es mehrmals den Namen und Betreiber.

## Geschichte

Kabine an Bord der Brasil, 1958

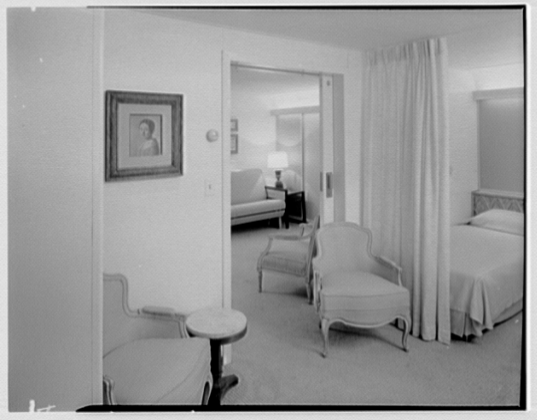
Stateroom 168 an Bord der Brasil, 1958

Im September 1955 ließ die Reederei Moore-McCormack gemeinsam mit dem United States Federal Maritime Board den Bau für zwei baugleiche Linienpassagierschiffe ausschreiben, die circa 20 Millionen US-Dollar kosten sollten. Den Zuschlag mit dem besten Angebot erhielt Ingalls Shipbuilding in Pascagoula, der Endpreis beider Schiffe sollte jeweils 24,44 Millionen US-Dollar betragen.
Die Brasil wurde am 6. Juli 1957 als Typschiff der nun als Brasil-Klasse bezeichneten Schwesterschiffe auf Kiel gelegt und am 16. Dezember 1957 vom Stapel gelassen. Nach der Ablieferung an Moore-McCormarck im September 1958 nahm das Schiff am 9. Dezember den Liniendienst von New York nach Buenos Aires auf. Drei Tage später folgte das Schwesterschiff Argentina. Die Brasil und die Argentina gehörten zu den letzten in den Vereinigten Staaten gebauten Linienpassagierschiffen.
1963 wurde die Brasil bei Bethlehem Steel in Baltimore umgebaut. Unter anderem erhöhte sich dabei durch zusätzliche Aufbauten die Tonnage und die Passagierkapazität. Anschließend blieb das Schiff weitere sechs Jahre im Liniendienst, ehe es im September 1969 in Baltimore aufgelegt wurde.
Nach mehr als zweieinhalb Jahren Liegezeit ging die Brasil unter dem Namen Volendam in den Besitz der Holland-America Line, die das Schiff von August 1972 bis Februar 1973 in der Lloyd Werft Bremerhaven für den Kreuzfahrtbetrieb umbauen ließ. Dennoch nahm das Schiff nicht den Dienst auf, sondern wurde stattdessen ab Oktober 1974 in Hampton Roads aufgelegt.
Im September 1975 charterte die Monarch Cruise Lines das nun in Monarch Sun umbenannte Schiff für Kreuzfahrten zwischen Miami und den Bahamas. Im Folgejahr ging es vollständig in den Besitz der Reederei über, wurde jedoch bereits 1978 für den weiteren Betrieb wieder von Holland-America zurückgekauft und erneut in Volendam umbenannt. Seit 1982 war das Schiff unter der Flagge der Niederländischen Antillen in Fahrt.
1983 musterte Holland-America die mittlerweile 25 Jahre alte Volendam aus. In den folgenden Jahren wechselte das Schiff mehrfach seinen Namen und den Besitzer: 1984 wurde es als schwimmendes Hotel namens Island Sun in Québec genutzt, anschließend war es ab Dezember 1985 als Liberte zwischen Papeete und Tahiti im Einsatz. 1987 folgte eine weitere Umbenennung in Canada Star für den Dienst zwischen New York und Montreal, ehe es 1988 den Namen Queen of Bermuda erhielt. Nach zwei Jahren ungenutzter Liegezeit in Philadelphia ging das Schiff im November 1990 als Enchanted Seas an die Commodore Cruise Line.
1996 ging die Enchanted Seas in den Besitz von Azure Investments über, die sie unter dem Namen Universe Explorer an die University of Virginia für deren Organisation Semester at Sea vercharterten. Fortan wurde das Schiff für Bildungsreisen und Lehrgänge genutzt, führte jedoch auch herkömmliche Kreuzfahrten durch. Für diese Reisen wurde es von dem Reiseveranstalter World Explorer Cruises gechartert.
Während einer Reise nach Alaska brach am 27. Juli 1996 vor Juneau ein Brand in der Wäscherei der Universe Explorer aus. Fünf Besatzungsmitglieder kamen dabei durch Rauchgasvergiftung ums Leben. 73 weitere Personen, darunter auch sechs Passagiere, erlitten teils schwere Rauchvergiftungen. Das Schiff wurde mithilfe der Küstenwache evakuiert, das Feuer eine Stunde nach Ausbruch gelöscht. Trotz der schweren Beschädigungen und einem Alter von mittlerweile 38 Jahren ging das Schiff zur Reparatur nach Vancouver. Die Kosten hierfür betrugen 1,5 Millionen US-Dollar. Am 14. August 1996 konnte es wieder den Dienst aufnehmen.
Nach weiteren acht Jahren im Dienst für Semester at Sea wurde die Universe Explorer im Juni 2004 nach fast 46 Dienstjahren ausgemustert und in Hongkong aufgelegt. Nachdem ein geplanter weiterer Einsatz nicht verwirklicht werden konnte, ging das Schiff im Oktober 2004 unter dem verkürzten Namen Universe an eine Abbruchwerft im indischen Alang, wo es am 5. Dezember 2004 eintraf. Die Abbrucharbeiten dauerten bis zum Mai 2005 an.
Als Nachfolger der Universe Explorer wurde noch im selben Jahr die erst zwei Jahre alte Olympic Explorer als Explorer von der University of Virginia gechartert. Sie blieb bis 2015 für Semester at Sea in Fahrt.